# 吹田市立津雲台小学校
吹田市立津雲台小学校（すいたしりつ つくもだい しょうがっこう）は、大阪府吹田市にある公立小学校。千里ニュータウン（吹田市域）で3番目の小学校として、1964年に開校した。

## 沿革
- 1964年3月10日 - 吹田市議会で校名が「吹田市立津雲台小学校」と決定。この日を創立記念日とする。
- 1964年4月1日 - 開校。
- 1967年3月10日 - 校歌を制定。
- 1992年4月1日 - 校地を縮小。従来の校地の一部を大阪府立高槻養護学校吹田分教室（現在は移転し大阪府立吹田支援学校となる）に転用。

## 通学区域
- 吹田市 津雲台2丁目-7丁目、山田西4丁目1番。

卒業生は基本的に吹田市立古江台中学校に進学する。

## 交通
- 阪急千里線・大阪モノレール 山田駅 南西へ約800m。